# Georges Lvovitch Catoire
Pour les articles homonymes, voir Catoire.
Georgi Lvovitch Catoire (en russe : Георгий Львович Катуар), également connu sous le nom de Georges Catoire, né le 27 avril 1861 à Moscou et mort le 21 mai 1926 dans la même ville, est un compositeur russe d’origine française, auteur de 30 œuvres musicales, ainsi que du traité scientifique Cours théorique d'harmonie et du traité La Forme Musicale. 
Sa musique est influencée par Richard Wagner. Il a étudié à Berlin avec Karl Klindworth. Il a été professeur de composition au Conservatoire Tchaïkovski de Moscou de 1917 à 1926.

## Biographie
Né à Moscou le 27 avril 1861, mort à Moscou le 21 mai 1926, Georges Lvovitch Catoire est issu d'une branche de la famille française Catoire fixée en Russie vers 1817 avec Auguste Catoire de Bioncourt (1789-1831) qui prit la nationalité russe en 1825,.
Il apprend le piano au cours de son enfance, puis s'intéresse à la musique de Richard Wagner. En 1875, il prend des cours de piano avec Karl Klindworth (1830-1916), un ami de Richard Wagner, au Conservatoire de Moscou. où il enseigne, après avoir passé quatorze ans à Londres, à la demande de Nicolaï Rubinstein, depuis 1868. Il gagne Berlin en 1882, après la mort de Rubinstein.
Catoire adhère à la Société Wagner en 1879.
En 1884, il est diplômé en mathématiques de l'Université de Moscou, mais il se consacre à la musique.
Il assiste au festival de Bayreuth en 1885 et devient l’un des premiers musiciens russes à saluer le génie de Wagner. La même année, il rencontre Tchaïkovski, qui l'a décrit, dans une lettre à Rimsky-Korsakov comme « très talentueux ».
Fin 1885, il gagne Berlin, où il continue à étudier avec Klindworth, et suit des cours de composition avec Tirsch, puis avec Philippe Bartholomé Rüfer. 
Sur le conseil de Rimsky-Korsakov, il étudie avec Anatoli Liadov, à Saint-Pétersbourg. Il revient à Moscou où il étudie en autodidacte, en consultant Arensky et Sergueï Taneïev.
En 1917, il est nommé professeur de composition au Conservatoire de Moscou, il a entre autres élèves, Vladimir Krioukov (1902-1960), Victor Bely (1904-1983), Dmitri Kabalevski (1904-1984), Leonid Polovinkine (1894-1949), Vladimir Vlassov (1903-1986), Vladimir Fere (1902-1971). Il occupe ce poste jusqu'à sa mort. Léon Conus se fit le chantre de la musique de Catoire tout au long de sa carrière professorale.
Au cours de son enseignement, il s'intéresse aux questions théoriques, et introduit, dans une optique pédagogique, les théories de Riemann en Russie.
Il rédige en 1924-1925 son Teoreticheskiy kurs garmonii, « Cours théorique d'harmonie », dans lequel il discute, dans les œuvres de la fin du XIXe siècle, la tonalité et la structure des accords.
Sa Muzïkal'naya forma, « forme musicale », est incomplètement publiée à Moscou en 1934-1936. Il conteste certains aspects arbitraires des théories de Riemann sur le rythme, et montre l'existence de formes mixtes et transitoires.
Il inaugure les travaux de théorie musicale de l'Union soviétique. Figure marquante de la vie musicale russe, Georges Catoire tombe dans l’oubli après sa mort. Perçu comme conservateur par le nouveau régime soviétique, ses œuvres ne présentent aucune utilité socio-politique. Ses publications disparaissent de la circulation avec l’effondrement des maisons d’édition causé par la révolution russe.
Dans l’ouvrage Modern Russian Composers, Leonid Sabaneïev décrit Catoire comme victime du «seul, mais aujourd’hui impardonnable, défaut de modestie, d’une incapacité à s’afficher».
On trouve dans ses œuvres musicales des influences de Fauré, Tchaïkovski, Wagner, Chopin, César Franck ou Debussy.
Il est le cousin germain d'Alexandre Catoire de Bioncourt. Il est le grand-oncle du compositeur Jean Catoire.

## Œuvres
- opus 1, Quatre Lieder, pour voix soliste et piano
- opus 2, Trois morceaux pour le piano [ 1. Chant intime, en mi majeur ; 2. Loin du foyer, en mi bémol majeur ; 3. Soirée d'hiver, en ré majeur], P. Jurgenson, Moscou 1888, dédicacé à Monsieur Du Pavloff [cotage 13796]
- opus 3, Caprice, en sol bémol majeur, pour piano, Jurgenson, Moscou 1886
- opus 4, Quatuor à cordes no 1
- opus 5, Rusalka (« La Sirène), cantate sur un poème de M. J. Lermontov, pour soliste, chœur de femmes et orchestre 1888
- opus 6, Six morceaux pour piano [1. Rêverie, en la majeur ; 2. Prélude, en sol bémol majeur ;  3. Scherzo, en si bémol majeur ; 4. Paysage, en la majeur ; 5. Intermezzo, en si bémol majeur ; 6. Contraste, en si mineur], P. Jurgenston, Moscou, dédicacé à Madame Catherine Illine [cotage 20805 ; 20806] 1897
- opus 7, Symphonie, en do mineur 1899
- Sokolov Nikolai Aleksandrovich, Sérénade sur le nom B-la-f, pour deux violons, deux violes et violoncelle (opus 3), réduction pour piano à 4 mains par G. Catoire. M. P. Belaieff, Leipzig 1897
- opus 8, Vision, étude pour piano, 1897
- opus 9, Sept Lieder, pour voix soliste et piano
- opus 10, Cinq Morceaux for piano [1. Prélude ; 2. Prélude ; 3. Capriccioso ; 4. Rêverie ; 5. Légende], A. Gutheil 1899
- opus 11, Quatre Lieder, pour voix soliste et piano
- opus 12, Quatre Morceaux for piano [1. Chant du soir  ; 2. Meditation  ; 3. Nocturne  ; 4. Étude fantastique], P. Jurgenson, Moscou
- opus 13, Mtsïri, poème symphonique d'après Lermontov
- opus 14, Trio, pour piano violon et violoncelle, en fa mineur, P. Jurgenson, Moscou 1902
- opus 15, Sonate no 1, en si mineur, pour violon et piano
- opus 16, Quintette à cordes en do mineur (2 violoncelles)
- opus 17, Quatre préludes pour piano [sol dièse mineur ; mi mineur ; do mineur ; si majeur], Édition russe de musique, vers 1909 [cotage R.M.V. 22 ; 23 ; 24 ; 25]. Dédié à Lev Conus.
- opus 18, Trois poèmes pour chœur de femme et piano
- opus 19, Trois poèmes pour voix soliste et piano
- opus 20, Poème, Seconde sonate en un mouvement, pour violon et piano, Édition  russe de musique, Berlin ; Moscou ; Petrograd  1909
- opus 21, concerto pour piano et orchestre en la bémol majeur, Édition russe de musique, Berlin [existe une version pour piano 4 mains]
- opus 22, Six Lieder
- opus 23, Quatuor à cordes n°2, en fa dièse mineur, Russischer Musikverlag, Berlin 1913
- opus 24; Chants du crépuscule, 4 morceaux pour piano [« En rêvant » , en si majeur ; « Capricciosamente », en fa mineur ; « Tranquillo », en ré bémol majeur ; « Poci agitato », en la mineur], Rusischer Musik Verlag, (Édition russe de musique) 1914, dédicacé à Madame M. Menenowa-Lunz  [cotage R.M.V. 95 ; 237 ; 238 ; 239].
- opus 25, Prélude et fugue en sol mineur, pour piano, 1914 [pour orgue, Senart, Roudanez & Cie., Paris]
- opus 26, Élégie, en ré mineur, pour piano et violon ( Elegija dlja fortepiano i skrypky), Édition russe de musique Berlin 1916
- opus 27, œuvre pour voix et piano
- opus 28, Quintette avec piano 1914
- opus 29, Sept Romances, pour voix soliste et piano 1915
- opus 30, Valse, en si majeur, pour piano, 1916
- opus 31, Quatuor avec piano, en la mineur, Muzgiz 1928
- opus 32, Six Romances (Шесть романсов на стихи К.Бальмонта), sur des poèmes de K. Balmont, pour voix soliste et piano
- opus 33, Six Romances, pour voix soliste et piano, sur des poèmes de Vladimir Soloviev, Muzgiz 1916
- opus 34, Quatre morceaux pour piano [1. Poème ; 2. Poème ; 3. Prélude ; 4. Étude], Universal Edition 1928
- opus 35, Tempête (composition du jeune âge), étude pour le piano, Universal Edition 1928  [cotage UE 9060]
- opus 36, Valse, en la bémol majeur, pour piano, 1928
- Fugue tirée de la 1re Suite d'orchestre de P. Tchaïkowski, arrangée à 2 mains par G. Catoire, P. Jurgenson, Moscou
- transcription pour le piano de la Passacaille en ut mineur de Jean-Sébastien Bach

## Discographie

### Piano
- Musique pour piano - Marc-André Hamelin, piano (10-11 novembre 1998, Hyperion) (OCLC 961022211)
- Sonata reminiscenza : Quatre morceaux, op. 6 (Rêverie ; Contraste ; Paysage) - Anna Zassimova, piano (2009/2015, Hänssler) (OCLC 1049859989)

### Musique de chambre
- Œuvres pour violon et piano : Sonates nos 1 et 2, Sonate pour violon « Poème », op. 20 ; Élégie op. 26 - David Oïstrakh, violon ; Vladimir Yampolsky et Alexandre Goldenweiser, piano (1951, 1952 et 1948, Melodiya / « David Oistrakh collection » vol. 5 Doremi) (OCLC 42837352)
- Quatuors à cordes, op. 16 et 23 ; Quatuor avec piano, op. 31 ; Sonate pour violon « Poème », op. 20 (1989/2000, Brilliant Classics 93801) — dans Trésors de la musique de chambre russe avec Arensky, Taneyev et Chostakovitch.
- Œuvres pour violon et piano : Sonates nos 1 et 2, Élégie, op. 26, Romance op. 1 no 4 - Albrecht Laurent Breuninger, violon ; Anna Zassimova, piano (27-29 février 2008, CPO) (OCLC 593325580)
- Quintette avec piano, 28 - Nils-Erik Sparf, Ulf Forsberg, violons ; Ellen Nisbeth, alto ; Andreas Brantelid, violoncelle ; Bengt Forsberg, piano (janvier 2017, SACD BIS) (OCLC 1108575724)

### Orchestre et concerto
- Concerto pour piano, op. 21 - Hiroaki Takenouchi, piano ; Royal Scottish National Orchestra, dir. Martin Yates (3-4 août 2011, Dutton) (OCLC 801414400) — avec le second de Percy Sherwood.
- Symphonie en ut mineur, op. 7 - Royal Scottish National Orchestra, dir. Martin Yates (22-23 août 2012, Dutton) (OCLC 849496991)

### Musique vocale
- Poèmes pour voix et piano - Yana Ivanilova, soprano ; Anna Zassimova, piano (31 juillet-8 août 2012, Antes Edition) (OCLC 864715811)